# Station Arklow
Station Arklow  is een treinstation in Arklow in het  Ierse graafschap Wicklow. Het ligt aan de lijn Dublin - Rosslare. Arklow heeft een  beperkte dienstregeling. In beide richtingen vertrekken op werkdagen dagelijks vijf treinen.